# Snooki
Nicole Elizabeth "Snooki" LaValle (nascida Polizzi; Santiago, Chile, 23 de novembro de 1987)  é uma personalidade chileno-americana de reality show, apresentadora de televisão, autora, lutadora profissional e dançarina. Ela é mais conhecida por ser um membro do elenco do reality show da MTV, Jersey Shore, e estrelar Snooki & Jwoww e Jersey Shore: Family Vacation. Ela ganhou $ 150.000 por episódio de Jersey Shore na última temporada.  Ela também apareceu como anfitriã convidada do WWE Raw em 2011 e competiu na WrestleMania XXVII daquele ano.